# Вознесенське (Синельниківський район)
Возне́сенське — село в Україні, у Межівській селищній громаді Синельниківського району Дніпропетровської області. Населення становить 336 осіб. До 2017 року орган місцевого самоврядування — Межівська селищна рада.

## Походження назви
На території України 5 населених пунктів з назвою Вознесенське.

## Географія
Село Вознесенське розміщене у верхів'ях балки Скотувата, за 1,5 км від села Жукове, за 5 км від села Веселе. По селу протікає пересихаючий струмок з загатою.

## Історія
1905 рік — дата заснування.
Під час організованого радянською владою Голодомору 1932—1933 років померло щонайменше 167 жителів села.
12 червня 2020 року, відповідно до розпорядження Кабінету Міністрів України № 709-р від «Про визначення адміністративних центрів та затвердження територій територіальних громад Дніпропетровської області», увійшло до складу Межівської селищної громади.
19 липня 2020 року, в результаті адміністративно-територіальної реформи і ліквідації Межівського району, село увійшло до складу новоутвореного Синельниківського району.